# Wachau – Land am Strome
Wachau – Land am Strome ist eine 2005 produzierte ORF-Universum-Dokumentation von Georg Riha über die Wachau.

## Inhalt
„Dieser kurze Abschnitt der Donau – 36 von insgesamt 2800 Kilometern – ist einmalig“, heißt es in der Begründung mit der die Wachau und der Nibelungengau zum Weltkulturerbe erhoben wurde. Mit dem Frühsommer beginnend, wird im Jahreszeitrahmen dieser Abschnitt der Donau mit all seinen vielfältigen Landschaften, seinen bedeutenden Kulturdenkmälern und den kleinstädtischen Ensembles gezeigt. Der Sprecher – in der deutschen Fassung Peter Simonischek – erzählt über die typischen Ortschaften, Klöster, Burgen, über die Weinbauterrassen, über Auwälder und schroffe Felsformationen wie ein Märchen, das mit folgenden Worten beginnt: „Man könnte es eigentlich nicht schöner erfinden: ein Winzer … Weingärten … die Donau … ein paar Berge … ein beschaulicher Sommertag.“
Der Film widmet sich den Merkmalen der Wachau, die dieses Gebiet berühmt und zum Weltkulturerbe gemacht haben.
Ein großes Thema ist der Wein und die Weingärten im Jahreszeitenwandel, wobei auch Kuriosa oder seltene Fertigkeiten Berücksichtigung finden. So werden Hagelflieger in Aktion gezeigt, die von den Winzern zu Hilfe gerufen werden, wenn Gewitter die Weinernte bedrohen. Die Flieger steigen zu den Gewitterwolken auf und versprühen Silberjodidkristalle, das soll Hagel in Regen verwandeln (künstlicher Regen). Auch ein traditionsreiches und heutzutage schon seltenes Wissen um die Errichtung und Restaurierung von Trockenmauerwerk an den Weinbauterrassen findet Erwähnung.
Ein weiterer großer filmischer Bogen widmet sich der Architektur in der Wachau, die mit den beiden barocken Benediktinerklöstern Stift Melk und Stift Göttweig das Gebiet einschließt. Dazwischen befinden sich zahlreiche Burgen, Schlösser und Ruinen, u. a. Dürnstein wo in einem Winter Ende des 12. Jahrhunderts der Kreuzritter und spätere König von England, Richard Löwenherz, vom österreichischen Herzog Leopold gefangen gehalten wurde.
Auch einer Seltenheit der Fauna widmet sich der Film: den Osterluzeifaltern, die nirgends so weit im Norden wie in Niederösterreich leben und nur kurze Zeit im Flug zu sehen sind: gegenüber von Dürnstein.

## Kameratechnik
Wie von Georg Riha gewohnt, wurden auch für diese Dokumentation eine Vielzahl an speziellen Kameratechniken verwendet.

### Flugaufnahmen
Als Verbindungselemente des Filmes fungieren Georg Rihas Flugaufnahmen.
Dank eines kreiselstabilisierten Kamerakopfes, der an einem Helikopter befestigt ist, wird die Kamera vor Vibrationen geschützt, bzw. werden diese ausgeglichen. Daher sind die Aufnahmen nahezu erschütterungsfrei und vermitteln das Gefühl von schwerelosem Gleiten.

### Zeitraffer (Timelapse)
Durch den Einsatz von Zeitrafferkameras wurde es ermöglicht, langsam ablaufende Ereignisse, wie zum Beispiel den Jahreszeitenwandel, zu veranschaulichen.

### Seilkamera
Durch die Verwendung der von Brains & Pictures entwickelten CAMCAT-Seilkamera wurde es möglich, die Wachau und deren Sehenswürdigkeiten aus ungewöhnlichen Blickwinkeln zu zeigen.

## Erstausstrahlung
Mittwoch, 8. Juni 2005, 20:15 Uhr, ORF 2

## Auszeichnungen
- Gold World Medal bei den New York Festivals 2006 – 48th Annual International Film Video awards competition (Documentaries up to 60 minutes)
- Silver Screen Award beim 39th U.S. International Film and Video Festival 2006
- 3. Platz beim 39. Festival of Tourist Film and Video Programmes 2006, Czech Republic